# سهاله
سهاله (به انگلیسی: Sihala) یک منطقهٔ مسکونی در پاکستان است که در اسلام‌آباد واقع شده‌است. سهاله ۴۵۷ متر بالاتر از سطح دریا واقع شده‌است.